# Wang Šu-jen
Wang Šu-jen (čínsky pchin-jinem Wáng Shūyàn, znaky 王淑艳; * 26. února 1974 Fu-šun) je bývalá čínská zápasnice – judistka.

## Sportovní kariéra
S judem začínala ve 13 letech ve Fu-šunu. Později se přesunula do Pekingu na vysokoškolská studia. Připravovala se pod vedením Wu Č'-sina. V čínské reprezentaci se prosazovala od roku 1996 v lehké váze do 57 kg. Na olympijské hry nebyla v průběhu své sportovní kariéry nominována. Jejím největším úspěchem jsou dva tituly mistryně asie z let 1996 a 1999.

## Výsledky
| Turnaj            | 1996       | 1997       | 1998       | 1999       |
| Turnaj            | 22         | 23         | 24         | 25         |
| Turnaj            | lehká váha | lehká váha | lehká váha | lehká váha |
| ----------------- | ---------- | ---------- | ---------- | ---------- |
| Olympijské hry    | —          |            |            |            |
| Mistrovství světa | —          |            | úč.        |            |
| Asijské hry       |            |            |            | —          |
| Mistrovství Asie  | 1.         | —          |            | 1.         |